# Amphileptidae
Famille
Les Amphileptidae sont une famille de Ciliés de la classe des Gymnostomatea et de l’ordre des Pleurostomatida.

## Étymologie
Le nom de la famille vient du genre type Amphileptiscus, dérivé du grec αμφω / ampho, « tous les deux, autour », et λεπτός / leptós, mince.

## Description
Selon Kahl (1931 les espèces de cette famille ont corps plus ou moins comprimé latéralement, à contour lancéolé, fléchi antérieurement plus ou moins dorsalement, de sorte que la face ventrale est convexe, la face dorsale allongée ou sigmoïde. La bouche est remplie de trichocystes. Le noyau a presque toujours deux à plusieurs segments, rarement simples ou non segmentés sous la forme d'une bande. La brosse dorsale est souvent difficile à observer. Le système contractile était probablement à l'origine une vacuole subterminale. Chez certaines espèces, des rangées de vacuoles contractiles indépendantes se sont développées dorsalement ou ventralement à partir de deux canaux d'alimentation. Toutes les espèces se nourrissent d'infusoires ou de rotifères ; en raison de leur digestion rapide, on les observe rarement avec leur proie encore reconnaissable à l'intérieur. Les algues observées parfois dans la cellule doivent toutes provenir d'infusoires consommées.
Selon Lynn (2010) les Amphileptidae ont une taille petite (<80 µm) à grande (>200 µm). Leur forme est ovoïde allongée, souvent aplatie et avec un rétrécissement aux extrémités antérieure et postérieure. Ils vivent en nage libre, glissant généralement sur le substrat. Leur ciliation somatique est holotriche (c'est-à-dire uniforme), avec des cinéties droites convergeant vers un système sécant, la spica, au milieu antérieur du côté droit. Leur extrusomes sont sous forme de mucocystes somatiques et de toxicystes oraux. Leur région orale se situe le long du « bord » ventral avec une cinétie périorale droite et une gauche, toutes deux composées de dicinétides, bordant le cytostome. Leur macronoyau est généralement composé de deux nodules ellipsoïdes. Leur micronoyau se situe entre les nodules macronucléaires. Au moins une vacuole contractile est présente. Le cytoprocte n'a pas été observé. Ils se nourrissant de flagellés ainsi que d'autres ciliés, se spécialisant parfois sur les ciliés péritriches.

## Habitat et répartition
Selon Lynn (2010) les Amphileptidae vivent en milieu marin et en eau douce.
Les espèces de cette famille ont pu être observées un peu partout sur le globe.

## Liste des genres
Selon GBIF (4 janvier 2023) :
- Amphileptiscus Song & Bradbury, 1998 : genre type[4]
  - Espèce type : Amphileptiscus shii Song & Bradbury, 1998
- Amphileptus Ehrenberg, 1830
- Apoamphileptus Lin & Song, 2004
- Epiphyllum Lin, Song & Warren, 2005
- Hemiophrya Kent, 1882
- Hemiophrys Wrzesniowski, 1870
- Kentrophyllum Petz, Song & Wilbert, 1995
- Opisthodon Stein, 1859
  - Espèce type : Opisthodon  niemeccensis Stein, 1859[5].
- Pseudoamphileptus Foissner, 1983

Selon Lynn (2010) :
- Amphileptiscus Song & Bradbury, 1998
- Amphileptus Ehrenberg, 1830
- Apoamphileptus Lin & Song, 2004
- Epiphyllum Lin, Song, & Warren, 2005 : nom synonyme d’un anthozoaire
- Kentrophyllum Petz, Song, & Wilbert, 1995
- Opisthodon Stein, 1859
- Pseudoamphileptus Foissner, 1983

## Systématique
Le nom valide de ce taxon est Amphileptidae Bütschli, 1889.